# Sumaré
Sumaré es un municipio brasileño del estado de São Paulo. Se localiza a 22º49'19" de latitud sur y 47º16'01" de longitud oeste, a una altitud de 583 metros. Su población es de 241.437 habitantes. Ocupa un área de 153,44 km². La ciudad es la segunda mayor de la Región Metropolitana de Campinas.

## Divisiones regionales
El municipio de Sumaré posee seis divisiones regionales:
1. Centro
2. Barrio Matão
3. Nueva Veneza
4. Àrea Cura
5. Picerno
6. Maria Antônia/Dall'Orto